# سیارک ۳۵۵۸
سیارک ۳۵۵۸ (به انگلیسی: 3558 Shishkin، نامگذاری:1978SQ2) سه هزار و پانصد و پنجاه و هشتمین سیارک کشف شده‌است که در ۲۶ سپتامبر ۱۹۷۸ کشف شد.
قدر مطلق سیارک برابر ۱۲٫۵۰ است.